# Batalla de Fort Charlotte
La batalla de Fort Charlotte va ser un setge que es va perllongar durant dues setmanes, dirigit pel general espanyol Bernardo de Gálvez y Madrid contra el Regne de la Gran Bretanya per protegir les fortificacions de l'actual Mobile durant la Guerra de la Independència dels Estats Units. La fortalesa de Charlotte era el lloc fronterer britànic capaç d'amenaçar Nova Orleans, situada a la veïna colònia de la Louisiana espanyola, la caiguda de la qual va permetre als britànics assolir la Florida Occidental.

## Antecedents

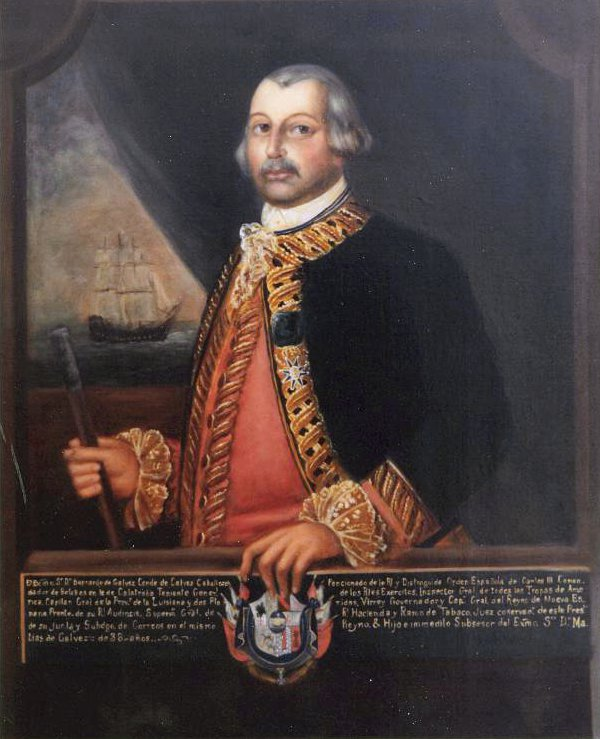
Retrat de Bernando de Galvez (1750)

Quan Espanya va entrar a la Guerra d'Independència dels Estats Units el 1779, Bernardo de Gálvez, governador de Louisiana, va començar immediatament les operacions ofensives. El setembre de 1779 va aconseguir el control complet del baix riu Mississipí capturant Fort Butei, poc després, obtenint la rendició de les forces britàniques restants al riu després de la batalla de Baton Rouge. Després d'aquests èxits, va començar a planificar operacions contra Mobile i Pensacola, la presència britànica restant a la província de Florida Occidental.

## Setge
L'exèrcit de Gálvez va navegar des de Nova Orleans a bord d'una flota petita de transports el 28 de gener. El 10 de febrer, els espanyols van atracar a prop de la fortalesa de Charlotte.
L'1 de març, Gálvez va enviar al tinent coronel Francesc Bouligny per lliurar una carta a Durnford oferint-se acceptar la seva rendició, que va ser rebutjada educadament. Gálvez va començar a instal·lar l'endemà bateries d'armes al voltant del fort. Durnford va escriure al general John Campbell a Pensacola demanant reforços. Els dies 5 i 6 de març, la major part de la guarnició de Pensacola va marxar cap a Mobile. Retardada pels difícils creuaments fluvials, aquesta força no va poder ajudar la guarnició de Fort Charlotte.
La guarnició britànica sobrepassava en nombre a l'espanyola i va resistir obstinadament fins que, el 9 de març, van veure a la infanteria regular i l'artilleria que s'acostaven a terra per unir-se a l'exèrcit de Gálvez, la qual cosa va provocar la rendició de la plaça. El comandant d'aquesta, el capità Elias Durnford, comptava amb ajuda des de Pensacola, però aquesta mai va arribar. La seva capitulació va assegurar el domini de la riba occidental de la badia de Mobile i va obrir la trajectòria per a les operacions espanyoles a la batalla de Pensacola.